# Abolboda bella
Abolboda bella là một loài thực vật hạt kín trong họ Hoàng đầu. Loài này được Maguire mô tả khoa học đầu tiên năm 1958.